# Toronto Welsh Rugby Football Club
Pour les articles homonymes, voir Welsh.
Toronto Welsh RFC est un club de rugby à XV canadien participant au Championnat du Canada de rugby à XV.

## Historique
Au départ, la volonté est que ce soient les joueurs gallois qui jouent pour ce club, mais cela n'est jamais le cas. Les premiers matchs se jouent au High Park. Le club a tissé des liens étroits avec le pays de Galles, notamment les équipes de Pontypridd RFC, Maesteg RFC et Kidwelly RFC. Les membres fondateurs sont Peter Hughes, Don Farquarson et Ron Jones. Ce dernier devient le capitaine de la première équipe du club. Un des joueurs les plus célèbres est Dave Lougheed. Il est international au plus haut niveau du rugby à XV. En 2003, ils s'unissent à l'Université de Toronto pour former une nouvelle équipe, les Toronto Dragons RFC. Cependant, l'Université de Toronto dispose maintenant d'une nouvelle équipe distincte, qui participe au Varsity Blues.

## Joueurs emblématiques
- Dave Lougheed.